# Orbassano
Orbassano (piemontesisch Orbassan) ist eine Gemeinde in der italienischen Metropolitanstadt Turin (TO), Region Piemont.

## Lage und Einwohner
Orbassano liegt 16 km südwestlich von der Provinzhauptstadt Turin. Die Stadt liegt auf einer Höhe von 273 m über dem Meeresspiegel. Das Gemeindegebiet umfasst eine Fläche von 22 km² und hat 22.975 Einwohner (Stand 31. Dezember 2023). Zur Gemeinde zählen auch die beiden kleinen Dörfer Gonzole und Tetti Valfrè. Die Nachbargemeinden sind Turin, Rivoli, Rivalta di Torino, Beinasco, Nichelino, Volvera, Candiolo und None.
Das bewohnte Zentrum wird im Süden vom 45. Breitengrad durchquert, der Linie mit gleichem Abstand zwischen Nordpol und Äquator.

## Wirtschaft

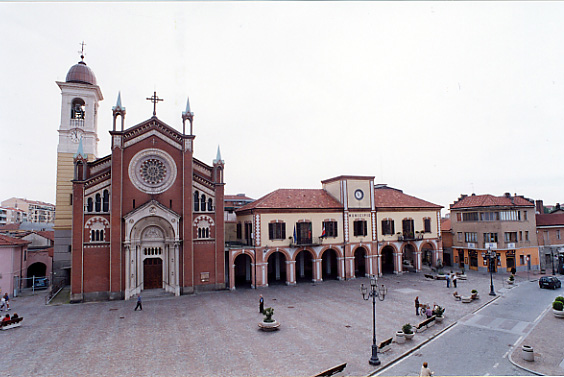
Piazza Umberto I

Im Ort befindet sich das Centro Ricerche Fiat (CRF). Dort werden unter anderem die neuen Fahrzeugmodelle der Marke Fiat entwickelt.

## Partnergemeinden
- Ełk
- Nogent-sur-Oise